# حمام روستای نوده
حمام روستای نوده مربوط به دوره صفوی - دوره زند است و در شهرستان دماوند، روستای نوده واقع شده و این اثر در تاریخ ۹ اردیبهشت ۱۳۸۲ با شمارهٔ ثبت ۸۵۲۳ به‌عنوان یکی از آثار ملی ایران به ثبت رسیده است.